# Morena (città)
Morena è una suddivisione dell'India, classificata come municipality, di 200,483 abitanti, capoluogo del distretto di Morena e della divisione di Chambal, nello stato federato del Madhya Pradesh. In base al numero di abitanti la città rientra nella classe I (da 100.000 persone in su).

## Geografia fisica
La città è situata a 26° 29' 49 N e 78° 0' 0 E e ha un'altitudine di 176 m s.l.m.

## Società

### Evoluzione demografica
Al censimento del 2001 la popolazione di Morena assommava a 150.890 persone, delle quali 82.281 maschi e 68.609 femmine. I bambini di età inferiore o uguale ai sei anni assommavano a 23.329, dei quali 12.896 maschi e 10.433 femmine. Infine, coloro che erano in grado di saper almeno leggere e scrivere erano 99.821, dei quali 61.412 maschi e 38.409 femmine.